# Hundslund Sogn
Hundslund Sogn er et sogn i Odder Provsti (Århus Stift).
I 1800-tallet var Hundslund Sogn et selvstændigt pastorat. Det hørte til Hads Herred i Aarhus Amt. Hundslund sognekommune blev ved kommunalreformen i 1970 indlemmet i Odder Kommune.
I Hundslund Sogn ligger Hundslund Kirke.
I sognet findes følgende autoriserede stednavne:
- Bavnhøj (areal)
- Brokgraven (bebyggelse)
- Damledet (bebyggelse)
- Dilbjerg (bebyggelse)
- Hadrup (bebyggelse, ejerlav)
- Hundslund (bebyggelse, ejerlav)
- Kramersminde (bebyggelse)
- Kærsgårde (bebyggelse, ejerlav)
- Oldrup (bebyggelse, ejerlav)
- Præstegårdsmarken (bebyggelse)
- Skablund (bebyggelse, ejerlav)
- Sondrup (bebyggelse, ejerlav)
- Sondrup Strand (bebyggelse)
- Svinballe (bebyggelse, ejerlav)
- Sødrup (bebyggelse)
- Tendrup (bebyggelse, ejerlav)
- Tornsbjerg Skov (areal)
- Torup (bebyggelse, ejerlav)
- Trustrup (bebyggelse, ejerlav)
- Tudsdamshuse (bebyggelse)
- Tyrmose (areal)

I den østlige ende af sognet ligger Kærsgård Voldsted på skråningen oven for Åkærdalen.